# معبد يايغاكي
معبد يايغاكي (باليابانية: 八重垣神社) هو معبد شنتو، يقع في في مدينة ماتسوي بمحافظة شيمانه، اليابان.

## تاريخياً
يشكل معبد يايغاكي في مدينة ماتسوي بمحافظة شيمانه المكان الذي تدور فيه أحداث أسطورة يابانية شهيرة، وتقول الأسطورة إن سوسانو – شقيق آلهة الشمس أماتيراسو أوميكامي – نزل من السماء وقتل ”ياماتا نو أوروتشي (تنين شرس ذو ثمانية رؤوس وثمانية ذيول كان يروع الأرض)“. كان من المقرر التضحية بالأميرة الجميلة إيناتا هيمي للوحش، لكن سوسانو بنى سياجا من ثمانية طبقات حول شجرة أرز عملاقة لتخبئتها. ثم بعد هزيمة التنين اتخذ سوسانو من الأميرة عروسا له.
معبد يايغاكي مكرس لسوسانو وإيناتا هيمي ويشتهر بجلب الحظ السعيد في الزواج. وخلف القاعة الرئيسية للمعبد توجد ”ساكوسامي نو موري (حديقة منعزلة في المكان المفترض للسياج المكون من ثمانية طبقات)“. وعلى بعد مسافة قصيرة سيرا على الأقدام من مدخل الحديقة توجد ”بركة المرآة“، وهي بركة صغيرة. تقول الأسطورة إن إيناتا هيمي أثناء اختبائها من الوحش ياماتا نو أوروتشي، شربت من البركة واستخدمت سطحها الشبيه بالزجاج كمرآة.